# Маніжа
Маніжа Далерівна Сангін (при народженні Хамроєва; рос. Манижа Далеровна Сангин; нар. 8 липня 1991, Душанбе) — російська співачка таджицького походження, музикантка, авторка і виконавиця пісень, режисерка музичних відеокліпів, громадська діячка у сфері боротьби з домашнім насильством, амбасадорка благодійного фонду «Подаруй життя» (з грудня 2019 року).
За підсумками національного глядацького SMS-голосування, проведеного 8 березня 2021 року в прямому ефірі Першого каналу, представляла Росію з піснею «Російська жінка» (Russian Woman) на 65-му міжнародному пісенному конкурсі «Євробачення-2021», який пройшов в Роттердамі (Нідерланди) в травні 2021 року. Підтримала російську окупацію Криму, взявши участь у фестивалях "Таврида 2021" та "Тарханкут. Крымская волна" (2018), за що була внесена в "Миротворець".

## Біографія
Маніжа народилася 8 липня 1991 року в Душанбе, Таджикистан. Дід Таджі Усман — таджицький письменник і журналіст. Прабабуся була однією з перших жінок у Середній Азії, яка зняла паранджу і заявила, що буде працювати. У зв'язку з цим у прабабусі відібрали дітей. Вона дуже довго їх повертала, але повернула, бувши при цьому вже самостійною, робітною жінкою.
Мати, Наджіба Усманова, за освітою психолог, зараз має свою фірму дизайну одягу «Modardesigns». Вона шиє костюми всій групі й допомагає у створенні відеороликів. Батьки Маніжі розлучені. Батько — лікар, з переживанням ставився до вибору дочки: «Я народилася в мусульманській родині, де в принципі не прийнято, щоб жінка щось робила, а бути співачкою — взагалі ганебна справа». Бабуся за професією психіатр. Саме вона повірила в Маніжу і сказала, що та повинна займатися музикою. Прізвище Сангін Маніжа взяла від бабусі. У Маніжі п'ятеро братів і сестер. Одна з сестер, Муніса Усманова, є кореспонденткою «Першого каналу» на російському телебаченні.
1994 року в ході громадянської війни в Таджикистані в будинок сім'ї влучив снаряд. Маніжа з сім'єю переїхала до Москви, де пізніше навчалася в музичній школі за класом фортепіано, яку через рік покинула й стала займатися в приватних педагогів із вокалу. Потім були прослуховування в хорі, де Маніжу визначили на другий голос у другому складі, що зачепило амбіції Маніжі, і пізніше вона пішла з хору.
Закінчила факультет психології в Російському державному гуманітарному університеті в Москві.

### Початок кар'єри
З 12 років Маніжа бере участь у різних конкурсах і фестивалях. 2003 року отримала Гран-прі міжнародного конкурсу молодих виконавців «Rainbow Stars» у Юрмалі, а також стала лауреатом першого, організованого ТРК «Мир», фестивалю дитячої творчості країн СНД «Промінь надії». 2004 року стала лауреатом IV міжнародного фестивалю-конкурсу «Kaunas Talent».
У 15 років з початку 2007 року почала виступати під псевдонімом Рукола. У лютому вона записала свою першу пісню — «Пренебрегаю» (укр. Нехтую), яка потрапила до когорти виконавців десятки найкращих хітів «Русского радио» (укр. Російського радіо). Потім на неї був знятий кліп разом з відомим учасником КВК Семеном Слєпаковим.
У березні 2021 року за результатами глядацького голосування пройшла відбір на пісенний конкурс «Євробачення-2021», який проходив в Роттердамі, та зайняла 9-е місце. Тоді їй віддав максимальні 12 балів тільки Азербайджан.

### Instagram
Короткі (15-секундні) ролики для Instagram Маніжа стала викладати 2013 року. У грудні 2014 року запустила серію музичних понеділків в Instagram, де щотижня викладала свої творчі колажі, у яких виконувала кавери на пісні всесвітньо відомих музикантів, переважно чоловіків.

## Дискографія
| Альбоми      | Альбоми        | Альбоми                     | Альбоми | Сесійна участь                | Сесійна участь | Сесійна участь |
| ------------ | -------------- | --------------------------- | ------- | ----------------------------- | -------------- | -------------- |
| РуКола       | Нехтую         | Veter Entertainment         | 2008    | Ассаї                         | ОМ             | 2011           |
| Krip De Shin | Krip De Shin   |                             | 2012    | Андрій Самсонов і Laska Omnia | Celestial      | 2013           |
| Manizha      | Manuscript     | The Orchard (New York, USA) | 2017    | Михайло Міщенко               | Core           | 2014           |
| Manizha      | ЯІАМ           |                             | 2018    |                               |                |                |
| Manizha      | Womanizha (EP) |                             | 2019    |                               |                |                |

## Нагороди та номінації
| Рік  | Премія                  | Номінація                       | Результат | Примітки |
| ---- | ----------------------- | ------------------------------- | --------- | -------- |
| 2020 | MTV Europe Music Awards | Найкращий російський виконавець | Номінація | [ 13 ]   |